# 苏皖边区政府旧址
苏皖边区政府旧址位于中国江苏省淮安市清江浦区清江街道淮海南路。苏皖边区政府是中国共产党成立的一个解放区政府，1945年11月1日成立于清江市，1946年9月19日撤往山东，1947年11月撤销。

## 保护
2006年5月25日，苏皖边区政府旧址列为第六批全国重点文物保护单位，编号6-942。